# Caracara de Guadalupe
Caracara lutosa
Pour les articles homonymes, voir Caracara.
Espèce
Statut de conservation UICN

 EX  : Éteint
Statut CITES
Le Caracara de Guadalupe (Caracara lutosa) est une espèce éteinte d'oiseaux de la famille des Falconidae appartenant au groupe des rapaces diurnes. Cet oiseau était endémique de l'île Guadalupe au large du Mexique jusqu'au début du XXe siècle. Des spécimens sont exposés à Washington et à Londres.
Il fut décrit comme vil et fourbe par les premiers observateurs. L'espèce fut conduite à l'extinction par une campagne de chasse et d'empoisonnement menée par les chevriers de l'île.
En mars 1897, un seul oiseau a été aperçu (Kaeding, 1905), mais il en restait vraisemblablement d'autres. Les derniers spécimens vivants ont été abattus le 1er décembre 1900 par le collectionneur Rollo Beck. Il semblerait qu'il tua neuf oiseaux sur les onze qu'il rencontra, en croyant, de par leur effronterie, qu'ils étaient abondants. Il y eut une dernière observation (non confirmée) en 1903.[citation nécessaire]
Le Caracara de Guadalupe est une des rares espèces à avoir été exterminée intentionnellement par l'être humain. Dans ce cas particulier, ce sont les fermiers chevriers qui exigèrent que les oiseaux soient anéantis, car ils se nourrissaient occasionnellement de chevreaux (toutefois son rôle comme prédateur de chèvres a été très exagéré). Son milieu fut par la suite dévasté par des dizaines de milliers de chèvres retournées à l'état sauvage, conduisant à l'extinction de plusieurs espèces endémiques provoquée par la destruction quasi totale de l'habitat.